# Ottomar Rodolphe Vlad Dracula Prinz Kretzulesco
Ottomar Rodolphe Vlad Dracula Prinz Kretzulesco, bürgerlich Ottomar Berbig, (* 10. Oktober 1940 in Berlin; † 17. November 2007 in Königs Wusterhausen) war ein 1987 adoptierter Nachfahre des rumänischen Adelsgeschlechts Draculas, Kreistagsabgeordneter und Tourismusförderer.

## Leben
Nach der Bäckerlehre eröffnete er ein Antiquitätengeschäft in Berlin-Schöneberg. Mitte der Siebzigerjahre lernte er die 96-jährige, kinderlos gebliebene Prinzessin Katharina Olympia Caradja, geboren als Ecaterina Olimpia Crețulescu, kennen, eine der letzten Blutsverwandten des wallachischen Woiwoden Vlad III. Drăculea. Dessen Beiname, latinisiert als Dracula, erlangte als Titel des gleichnamigen Vampirromans weltweite Bekanntheit. Diese adoptierte ihn 1987 in Bukarest, um den Fortbestand des Adelsgeschlechts zu sichern. Später erzählte Kretzulesco, dass sie ihn adoptierte, weil er „rumänisch genug“ aussah.
Im Jahre 1995 kaufte er das 16.000 m² große Areal mit dem Schloss Schenkendorf mit 46 Zimmern. Hier veranstaltete er Ritterfestspiele, klassische Konzerte und weitere Aktionen. Mit dem Deutschen Roten Kreuz organisierte er „Blutspendepartys“, um den Blutkonservenbestand der Brandenburger Kliniken aufzubessern. Ein kleines Museum wurde eingerichtet. 2006 musste er das Schloss aus finanziellen Gründen räumen und 2009 wurde es zwangsversteigert. Kretzulesco zog mit seiner Frau Janett (* 1981) und seinem am 11. Dezember 2006 geborenen Sohn Ottomar nach Königs Wusterhausen.
In Namensrechtsstreitigkeiten wegen „Dracula-Getränke“ und „Castle of Dracula“ verlor er.
Auf dem im Jahre 2000 erschienenen Album Mille Anni Passi Sunt der Mittelalter-Band Corvus Corax tauchte Prinz Kretzulesco als Gastsänger auf.
Die von Jörg Schönbohm initiierte Gemeindegebietsreform ging ihm deutlich zu weit, und er rief 2002 das „Fürstentum Dracula“ aus, denn laut Reform sollte Schenkendorf in die Stadt Mittenwalde eingegliedert werden. Daraufhin entstand ein durch die Medien geführtes Wortgefecht zwischen Schönbohm und Kretzulesco. Die Reform wurde ein Jahr später vollzogen. Im Jahr 2003 trat er in die FDP ein und gewann in der Kommunalwahl einen Sitz im Kreistag des Landkreises Dahme-Spreewald.
Nachfolger als Prinz Kretzulescu und „Dracula“-Erbe ist sein Sohn Ottomar junior genannt Otti.